# Limonia egesta
Limonia egesta är en tvåvingeart som beskrevs av Alexander 1948. Limonia egesta ingår i släktet Limonia och familjen småharkrankar. Inga underarter finns listade i Catalogue of Life.